# Kelley-Massiv
Das Kelley-Massiv ist ein schroffes, rund 1700 m hohes und 16 km langes Massiv nahe der Black-Küste im Palmerland auf der Antarktischen Halbinsel. Es ragt westlich der Eland Mountains an der Südflanke des Clifford-Gletschers auf.
Das Advisory Committee on Antarctic Names benannte das Massiv 1976 nach Hugh A. Kelley, Leiter der Unterstützungsmaßnahmen der United States Navy bei der Operation Deep Freeze der Jahre 1968 und 1969.